# Auppegard
Auppegard és un municipi francès situat al departament del Sena Marítim i a la regió de Normandia. L'any 2007 tenia 674 habitants.

## Demografia

### Població
El 2007 la població de fet d'Auppegard era de 674 persones. Hi havia 232 famílies de les quals 38 eren unipersonals (15 homes vivint sols i 23 dones vivint soles), 72 parelles sense fills, 114 parelles amb fills i 8 famílies monoparentals amb fills.
La població ha evolucionat segons el següent gràfic:
Habitants censats

### Habitatges
El 2007 hi havia 267 habitatges, 237 eren l'habitatge principal de la família, 17 eren segones residències i 14 estaven desocupats. Tots els 266 habitatges eren cases. Dels 237 habitatges principals, 210 estaven ocupats pels seus propietaris, 25 estaven llogats i ocupats pels llogaters i 3 estaven cedits a títol gratuït; 4 tenien dues cambres, 28 en tenien tres, 76 en tenien quatre i 129 en tenien cinc o més. 228 habitatges disposaven pel capbaix d'una plaça de pàrquing. A 90 habitatges hi havia un automòbil i a 129 n'hi havia dos o més.

### Piràmide de població
La piràmide de població per edats i sexe el 2009 era:
| Homes | Edats   | Dones |
| ----- | ------- | ----- |
| 0     | 95 o +  | 0     |
| 0     | 90 a 94 | 0     |
| 4     | 85 a 89 | 4     |
| 0     | 80 a 84 | 4     |
| 8     | 75 a 79 | 4     |
| 12    | 70 a 74 | 28    |
| 8     | 65 a 69 | 0     |
| 16    | 60 a 64 | 12    |
| 12    | 55 a 59 | 12    |
| 20    | 50 a 54 | 16    |
| 28    | 45 a 49 | 28    |
| 32    | 40 a 44 | 28    |
| 20    | 35 a 39 | 20    |
| 28    | 30 a 34 | 24    |
| 8     | 25 a 29 | 16    |
| 20    | 20 a 24 | 0     |
| 28    | 15 a 19 | 24    |
| 20    | 10 a 14 | 36    |
| 24    | 5 a 9   | 24    |
| 24    | 0 a 4   | 24    |

## Economia
El 2007 la població en edat de treballar era de 432 persones, 321 eren actives i 111 eren inactives. De les 321 persones actives 297 estaven ocupades (155 homes i 142 dones) i 23 estaven aturades (9 homes i 14 dones). De les 111 persones inactives 40 estaven jubilades, 30 estaven estudiant i 41 estaven classificades com a «altres inactius».

### Ingressos
El 2009 a Auppegard hi havia 248 unitats fiscals que integraven 712 persones, la mediana anual d'ingressos fiscals per persona era de 18.038 €.

### Activitats econòmiques
Dels 21 establiments que hi havia el 2007, 2 eren d'empreses alimentàries, 2 d'empreses de fabricació d'altres productes industrials, 7 d'empreses de construcció, 1 d'una empresa de comerç i reparació d'automòbils, 1 d'una empresa de transport, 1 d'una empresa d'hostatgeria i restauració, 4 d'empreses de serveis, 1 d'una entitat de l'administració pública i 2 d'empreses classificades com a «altres activitats de serveis».
Dels 6 establiments de servei als particulars que hi havia el 2009, 3 eren fusteries, 2 lampisteries i 1 empresa de construcció.
L'únic establiment comercial que hi havia el 2009 era una fleca.
L'any 2000 a Auppegard hi havia 13 explotacions agrícoles.

## Equipaments sanitaris i escolars
El 2009 hi havia una escola elemental.

## Poblacions més properes
El següent diagrama mostra les poblacions més properes.